# Nobody's Fault but My Own
«Nobody's Fault but My Own» —en español: «Nadie tiene la culpa sino mía»— es una canción del músico estadounidense Beck, lanzada en 1999 como tercer y último sencillo del álbum Mutations (1998). Fue lanzado solo en Japón a través de la discográfica Geffen/Bong Load Custom Records, el 21 de abril de 1999, coincidiendo con el Tour de Mutations. El sencillo vino respaldado por las pistas exclusivas "One of These Days" y "Diamond in the Sleaze" como lados B. El insert cuenta con las letras en inglés y japonés. 

## Lista de canciones
1. «Nobody's Fault but My Own» (editado) - 4:45
2. «One of These Days» - 4:48
3. «Diamond in the Sleaze» - 4:07

## Legado
- Marianne Faithfull grabó la canción en su álbum de 2002, Kissin' Time, bajo la producción de Beck.
- La canción fue utilizada en el episodio 14 de la 4ª temporada de la serie americana Ugly Betty, llamado Smokin' Hot. Comienza a reproducirse cuando Claire Meade (Judith Light) descubre a su hijo Tyler saliendo de una pista de aterrizaje.[1]